# Sekundus
Sekundus – imię pochodzenia łacińskiego pochodzące od praenomen Secundus, 'drugi z kolei'. Patronami imienia są m.in. święci: Sekundus z Vittimulo (†286?) i Sekundus z Asti (†119).
Żeński odpowiednik: Sekunda.
Sekundus imieniny obchodzi: 30 marca, 8 sierpnia, 15 listopada.
Zobacz też:
- San Secondo di Pinerolo
- San Secondo Parmense
- Villa San Secondo